# Wilfried Tepe
Wilfried Tepe (* 25. November 1940 in Ennigerloh) ist ein ehemaliger deutscher Fußballspieler. Der Torhüter absolvierte für den TSV 1860 München in der Saison 1964/65 ein Spiel in der Fußball-Bundesliga.

## Werdegang
Geboren und aufgewachsen ist Wilfried Tepe in Ennigerloh/Westfalen. Ganz in der Nähe seines Elternhauses, auf dem Sportplatz am Stavernbusch begann er beim SuS Ennigerloh in den Schüler- und Jugendmannschaften seine fußballerische Laufbahn, zunächst als Feldspieler. Schon für die A-Jugend hütete er das Tor und schaffte 1958 den direkten Übergang in die 1. Mannschaft, die damals in der Bezirksklasse spielte. Seine enorme Präsenz im Strafraum und seine Reaktion auf der Linie, dazu die weiten Abschläge und die mit großer Selbstsicherheit auch in spielentscheidenden Situationen verwandelten Elfmeter machten ihn für höherklassige Vereine interessant. Mit seiner Volljährigkeit im Jahre 1961 wechselte er dann zur SpVg Beckum deren 1. Mannschaft in der Verbandsliga Westfalen (Gruppe Nordost) spielte. Dort trainierte er unter dem ehemaligen Nationaltorhüter Hans Klodt und konnte seine Fähigkeiten als Torwart so weit entwickeln, dass der Wechsel in die höchste deutsche Spielklasse möglich wurde. Im Sommer 1964 wechselte er aus der Verbandsliga Westfalen (Gruppe Nordost) zum Bundesligisten TSV 1860 München, wo er Ersatzmann für Petar Radenković war. Sein erstes und einziges Bundesligaspiel absolvierte er am 20. Februar 1965 beim 6:4-Sieg gegen Hertha BSC. Beim Heimerfolg auf schwer bespielbaren Schneeboden bildete er mit Manfred Wagner, Bernd Patzke, Rudolf Zeiser, Hans Reich und Otto Luttrop die Abwehr der Mannschaft von Trainer Max Merkel. Mit den Münchenern stand er 1965 im Finale des Europapokals der Pokalsieger und wurde ein Jahr später deutscher Meister, beide Male aber ohne Einsatz.
Im Sommer 1966 wechselte er zum Regionalligisten 1. FC Pforzheim, für den er 23 Spiele bestritt. Am Saisonende stieg er mit der Elf aus dem Brötzinger Tal aber in die Amateurliga Nordbaden ab. In den nächsten zwei Runden reichte es mit dem 1. FC Pforzheim zweimal zu Vizemeisterschaften, aber nicht zur Rückkehr in die Regionalliga Süd. Seine herausragenden Leistungen brachten den 1,91 m großen Keeper aber in die Nordbadische Auswahl. Er gewann mit der BFV-Auswahl 1969 an der Seite von Mitspielern wie Adolf Luft, Walter Kitter, Edgar Schneider und Hans Ripp den Länderpokal der Amateure.